# Capilla Bethel
La Capilla Bethel Nueva es una capilla galesa ubicada en Gaiman, provincia del Chubut. Fue construida en 1913 en terreno donado por Elisa Evans de Williams, como producto de un renacimiento religioso en 1906 y en reemplazo de la Capilla Bethel Vieja, ubicada a su lado y construida en 1880.
Su construcción comenzó en 1912, y fue inaugurada en 1914. Es la capilla más grande del valle inferior del río Chubut, con capacidad para 450 a 500 personas y pertenece a la Congregación Unión de Iglesias Cristianas Libres. Su primer pastor fue John Caering Evans; su familia es considerada como la segunda en poblar Gaiman, detrás de David. D. Roberts. 

## Características
Su planta es de forma rectangular y está compuesta por un solo salón principal, tiene una superficie de 12m x 19m y una altura de 5.50m. Fue construida por Jack Jones y los trabajos de carpintería fueron realizados por Llewelyn Griffiths y Egryn Evans. Tiene un aspecto "neogótico" y forma ojival que se repite en la fachada de su frente, con molduras de ladrillos.